# Se a caso madama

Se a caso madama este un duet din Nunta lui Figaro, cântat de personajele operei, Susanna și Figaro.

## Partitura

Partitura ariei Se a caso madama

## Versuri
„FIGARO: Se a caso madama la notte ti chiama,

Din din; in due passi da quella puoi gir.

Vien poi l'occasione che vuolmi il padrone,

Don, don; in tre salti lo vado a servir.

SUSANNA: Così se il mattino il caro Contino,

Din din; e ti manda tre miglia lontan,

Don don; a mia porta il diavol lo porta,

Ed ecco in tre salti...

FIGARO: Susanna, pian, pian.

SUSANNA: Ascolta...

FIGARO: Fa presto...

SUSANNA: Se udir brami il resto, 

Discaccia i sospetti

Che torto mi fan.

FIGARO:Udir bramo il resto, i dubbi, i sospetti
Gelare mi fan.”
„SUSANNA: Or bene; asculta e taci!

FIGARO: Parla: che c'è di nuovo?

SUSANNA: Il signor Conte, stanco di andar cacciando le straniere

Bellezze forestiere, vuole ancor nel castello

Ritentar la sua sorte, né già di sua consorte, bada bene, appetito gli viene ...

FIGARO: E di chi dunque?

SUSANNA: Della tua Susanetta.

FIGARO: Di te?

SUSANNA: Di me medesma; ed ha speranza,

Che al nobil suo progetto utilissima sia tal vicinanza.

FIGARO: Bravo! Tiriamo avanti.

SUSANNA: Queste le grazie son, questa la cura ch'egli prende di te, della tua sposa.

FIGARO: Oh, guarda un po', che carità pelosa!

SUSANNA: Chetati, or viene il meglio: Don Basilio,

mio maestro di canto, 

E suo mezzano, nel darmi la lezione mi ripete ogni dì questa canzone.

FIGARO: Chi? Basilio? Oh birbante!

SUSANNA: E tu credevi che fosse la mia dote merto del tuo bel muso!

FIGARO: Me n'ero lusingato.

SUSANNA: Ei la destina per ottener da me certe mezz'ore... 

Che il diritto feudale...

FIGARO: Come? Ne' feudi suoi non l'ha il Conte abolito?

SUSANNA: Ebben; ora è pentito, e par che tenti

Riscattarlo da me.

FIGARO: Bravo! Mi piace:

Che caro signor Conte!
Ci vogliam divertir: trovato avete...”
(Se aude un clopot, apoi.)
„FIGARO: Chi suona? La Contessa.

SUSANNA: Addio, addio, Figaro bello...

FIGARO: Coraggio, mio tesoro
SUSANNA: E tu, cervello”